# Steve Gunderson
Steven Craig Gunderson, detto Steve (Eau Claire, 10 maggio 1951), è un politico statunitense, membro della Camera dei Rappresentanti per lo stato del Wisconsin dal 1981 al 1997.

## Biografia
Dopo gli studi all'Università del Wisconsin-Madison, Gunderson intraprese la carriera politica e dopo l'adesione al Partito Repubblicano venne eletto all'interno della legislatura statale del Wisconsin.
Nel 1980 fu eletto deputato alla Camera dei Rappresentanti e negli anni seguenti fu riconfermato per altri sette mandati, fino a quando decise di ritirarsi nel 1997. Durante la permanenza al Congresso, nel 1994 Gunderson fu vittima di outing allorché il deputato californiano ultraconservatore Bob Dornan dichiarò pubblicamente l'omosessualità del collega. Da quel momento Gunderson fu un accanito sostenitore dei diritti dei gay.